# Surface Pro 6
La Surface Pro 6, un PC hybride 2-en-1 amovible, est la sixième génération de la Surface Pro développée par Microsoft. Annoncée le 2 octobre 2018, sa sortie officielle aux États-Unis était le 16 octobre 2018. Elle a été annoncée en même temps tant que le Surface Laptop 2.

## Caractéristiques

### Matériel
Cette sixième génération de la Surface Pro a été mise à jour avec des processeurs i5 ou i7 de la huitième génération d'Intel, « Kaby Lake ». Elle est disponible, avec, soit 8 ou 16 Go de RAM, 128 Go, 256 Go, 512 Go, ou 1 To de SSD, que ce soit pour le modèle Entreprise ou le modèle grand public. Le modèle Entreprise a Windows 10 Pro préinstallé par défaut, tandis que la version grand public a Windows 10 Famille.
La configuration des ports d'entrée-sortie sur la Surface Pro 6 reste la même que celle des générations précédentes, avec un port USB 3.0 type A, un port Mini DisplayPort, une prise casque 3,5 mm, et un lecteur de carte microSD. Contrairement à la Surface Go, le port USB Type C n'est pas présent sur la Surface Pro 6.
| Prix ($) | Processeur                                                                  | Processeur graphique   | Stockage interne | RAM   |
| -------- | --------------------------------------------------------------------------- | ---------------------- | ---------------- | ----- |
| 899      | Intel, huitième génération : i5-8250U (i5-8350U pour la version Entreprise) | Intel UHD Graphics 620 | 128 Go           | 8 Go  |
| 1199     | Intel, huitième génération : i5-8250U (i5-8350U pour la version Entreprise) | Intel UHD Graphics 620 | 256 Go           | 8 Go  |
| 1499     | Intel, huitième génération : i7-8650U                                       | Intel UHD Graphics 620 | 256 Go           | 8 Go  |
| 1899     | Intel, huitième génération : i7-8650U                                       | Intel UHD Graphics 620 | 512 Go           | 16 Go |
| 2299     | Intel, huitième génération : i7-8650U                                       | Intel UHD Graphics 620 | 1 To             | 16 Go |

### Logiciel
Toutes les configurations de la Surface Pro 6 sont préinstallées avec Windows 10 Famille en 64 bits. Les configurations pour les entreprises sont préinstallées avec Windows 10 Pro. Les deux comprennent 30 jours d'essais de Microsoft Office 365. 

### Accessoires
- Une option « Clavier Type Cover pour Surface Pro » propose le clavier en Alcantara, disponible en quatre couleurs différentes.
- Une option « Stylet Surface » inclinable supportant jusqu'à 4096 niveaux de sensibilité à la pression est aussi disponible en quatre couleurs différentes.
- La Surface Pro 6 est compatible avec le Surface Dial pour des raccourcis et des fonctionnalités supplémentaires.